# Saijiki
Un saijiki (en japonès: 歳時記, literalment «crònica anual») és una llista de kigo, termes estacionals emprats en haikus i altres formes de poesia japonesa. Aquests reculls proporcionen una descripció del kigo, acompanyada d'una llista de paraules similars o relacionades i exemples de haikus on s'utilitza el terme. Un recurs similar és el kiyose (季寄せ), que també conté kigo, però sense incloure poemes d'exemple. Els saijiki i kiyose moderns s'organitzen en cinc seccions principals: primavera, estiu, tardor, hivern i Any Nou. Alguns reculls també inclouen una secció addicional per a termes que no estan associats a cap estació (muki, 無季). Dins de cada secció estacional, els termes es classifiquen en categories estàndard, com ara la mateixa estació, els fenòmens celestes, la terra, la humanitat, les festivitats, els animals i les plantes. Aquests reculls serveixen com a referència per als poetes i poetesses que volen incorporar elements estacionals en els seus haikus, mantenint així la connexió tradicional entre la poesia i la natura en la literatura japonesa.